# Scota
Scota – pramatka Szkotów. Była córką egipskiego faraona. Jej mężem został mądry nauczyciel Niul, który osiedlił się w Egipcie. Mieli syna Goidela, od którego imienia pochodzi nazwa własna szkockich celtów - Gael. W innej wersji, była żoną Milesiusa i zginęła w walce z Tuatha De Danann.